# Johann von Höveln
Johann von Höveln (* 1601 in Riga; † 6. Januar 1652 ebenda) war ein deutsch-baltischer Mediziner.

## Leben
Johann von Höveln entstammte dem livländischen Zweig der ursprünglich westfälischen, hanseatischen Patrizierfamilie von Höveln. Sein Bruder Hans von Höveln war Ältermann der Schwarzhäupter. 
Ab 1523 studierte er an der Albertus-Universität Königsberg. Im Juni 1625 kam er zusammen mit dem Magister Johann Eler (* 1597 in Riga; † 1628 in Rostock) an die Universität Rostock. 1627 ging er an die Universität Leiden, wo er 1632 zum M.D. (= Dr. med.) promoviert wurde.
Schon im Jahr zuvor, 1631, war er zum Professor für Naturkunde und Ethik am neuen Akademischen Gymnasium in Riga berufen worden. 
1637 bestellte ihn der Rat zum Stadtmedicus und Zweiten Stadtphysikus. Von 1638 bis 1640 war er auch Leibarzt des Herzogs Jakob von Kurland und seiner Tante Herzogin Elisabeth Magdalene († 1649) aus dem Hause Pommern-Wolgast. 
Er verfasste zahlreiche Gelegenheitsschriften und -gedichte in lateinischer und deutscher Sprache. Paul Fleming widmete ihm bei seinem Besuch im November/Dezember 1633 auf dem Weg der Gesandtschaft mit Adam Olearius nach Moskau ein Sonett. Am 22. Dezember 1633 trug sich von Höveln in das Stammbuch von Adam Olearius ein.
Sein Sohn Heinrich studierte Rechtswissenschaften, unter anderem 1656 an der Universität Leiden. Nach seiner Rückkehr nach Livland lebte er als Candidatus iuris ohne amtliche Stellung oder Erwerb, vermutlich vom Familienvermögen. In den 1680er Jahren fiel er durch kirchenkritische Äußerungen auf, die 1693 zu seiner vorübergehenden Exkommunikation durch das Oberkonsistorium führten. Vor seinem Tod 1702 jedoch wurde er wieder zum Abendmahl zugelassen und erhielt ein kirchliches Begräbnis.
Seine Tochter Gertrud heiratete seinen Nachfolger Nicolaus Witte.